# Italino Peruffo
Italino Peruffo (Farroupilha, 14 de agosto de 1925 Ver nota  — Curitiba, 13 de janeiro de 1992) foi um bancário, jornalista, professor e escritor brasileiro, e um promotor da eubiose.

## Biografia
Filho de agricultores, quando jovem trabalhou na lavoura ajudando seus pais, fazendo seus primeiros estudos em uma escola rural. Chamado para o serviço militar, serviu na cidade de Garibaldi, onde terminou seus estudos básicos na Escola de Instrução Militar, anexa ao Instituto Comercial Santo Antônio.
Depois mudou-se para Caxias do Sul e começou a dar aulas de português no Serviço Nacional de Aprendizagem Industrial (SENAI). Formou-se contador em 1946 na Escola Técnica de Comércio do Ginásio do Carmo, passando a atuar como tesoureiro do Círculo Operário Caxiense, entidade assistencialista e cultural que atendia os trabalhadores. Já havia estabelecido ligações com a política filiando-se ao PSD.
Também na década de 1940 iniciou sua colaboração com o jornal O Momento, onde chegou a ser redator-chefe e deixaria muitas crônicas e poesias. Manteve por alguns anos duas colunas, "Coluna Circulista" e "Vida Rural", em que tratava de assuntos sociais, religiosos, econômicos e políticos relativos ao operariado e aos camponeses, defendendo os interesses da classe. Também manteve a coluna "Pensamento da Semana", com assuntos gerais. Em 1947 foi nomeado assistente social do SENAI, mas demitiu-se no fim do mesmo ano, quando mudou-se para Porto Alegre. Permaneceu como colaborador d'O Momento com as colunas "Bilhete de Porto Alegre" e "Grãos Esparsos" e artigos avulsos.
Em 1949 passou em concurso do Banco do Brasil, sendo designado para atuar em Santa Catarina, onde permaneceu dez anos e tornou-se presidente da Federação dos Trabalhadores Bancários do Estado de Santa Catarina, sendo transferido em seguida para Curitiba, no Paraná, ficando ali cinco anos. Após o golpe militar de 1964 foi transferido para Anápolis, estado de Goiás, ocupando a gerência da agência local. Depois trabalhou sucessivamente em Itajubá e São Paulo, quando se aposentou. Então voltou para Curitiba, onde faleceu. Nesta cidade veio a se notabilizar como divulgador da eubiose. Foi um dos fundadores da seção local da Sociedade Brasileira de Eubiose, da qual foi o primeiro instrutor, além de escrever mais de 150 monografias sobre o tema, que serviram de manuais para outros núcleos espalhados pelo Brasil. Hoje seu nome batiza uma rua na cidade.

## Obra
Atuou em uma variedade de frentes no mundo das letras e da cultura, sendo poeta, contista, ficcionista, cronista, ensaísta, pesquisador, memorialista e produtor cultural. Deixou os livros O Órfão, Barões de Quintal, Vento Leste, Leve o Chapéu, Entre o Rio e a Montanha, Jirau, Mulher sem Véu, Data Vênia, Juízo Final (com Anton Dalla Costa), Napiê e Sol no Ocidente, entre outros. Sua atuação no campo do jornalismo e da literatura foi louvada por Cyro de Lavra Pinto. Tem obras na Estante do Escritor Goiano, mantida pelo Serviço Social do Comércio, foi biografado na Enciclopédia da Literatura Brasileira de Afrânio Coutinho, no Dicionário Biobibliográfico de Goiás e no Dicionário Biobibliográfico Regional do Brasil, ambos de Mário Ribeiro Martins. Tem peças publicadas em várias coletâneas de poesia e prosa e já foi objeto de vários estudos literários. Foi membro da Academia de Letras de Itajubá, da Academia Anapolina de Filosofia e outras agremiações culturais. Entre os prêmios que recebeu destaca-se uma Menção Honrosa da União Brasileira de Escritores.
Sua obra mais notória é o polêmico Madeirópolis (1958), escrito quando vivia em Santa Catarina, censurada pelo seu explosivo conteúdo de crítica social. Segundo Daiana Lencina, "os escritos de Peruffo são responsáveis por denunciar a exploração desenfreada de madeira no Alto Vale do Itajaí, mas também, a opressão no mundo do trabalho, os desmandos das poderosas famílias de madeireiros da região e casos de assassinatos e de festas em que ocorriam 'trocas de casais' na cidade. Por isso, o livro é considerado como um verdadeiro afronte à 'moral e aos bons costumes', além de uma ameaça para aqueles que, não obstante não terem seus nomes identificados, se reconhecem nas páginas de Madeirópolis". O livro teve exemplares destruídos e foi banido, tornando-se uma raridade bibliográfica e uma lenda literária.